# Educação intercultural
Educação intercultural é uma perspectiva crítica de ensino que leva em conta as diferenças e pluralismos de grupos socioculturalmente distintos com o objetivo de promover e valorizar a diversidade em contextos multilíngues e multiculturais. Não se trata, contudo, de uma metodologia ou método de ensino, mas de uma perspectiva, uma forma de compreender e abordar a educação enquanto projeto político de transformação social tendo em vista a promoção do reconhecimento e respeito às diferenças.

## Contexto sul global
A partir da presença de povos de etnias distintas e da ampla diversidade sociocultural em territórios marcados pela miscigenação forçada pelo colonialismo, a concepção de interculturalidade trata de estabelecer relações de negociação e intercâmbio cultural entre grupos e práticas culturalmente distintas, constatando as hierarquias e desigualdades que permeiam as interações econômicas, culturais e políticas, bem como as estruturas institucionais que cerceiam o exercício da subjetividade dos indivíduos subalternizados.

Faz-se uma distinção entre diferentes vieses de interculturalidade. A interculturalidade relacional, que se refere a trocas culturais na esfera interpessoal, com enfoque em comparações (olhar para uma cultura a partir de outra), sem, contudo, contrariar as assimetrias de poder e conflitos sociais; a interculturalidade funcional, voltada para a assimilação de grupos subalternizados à cultura hegemônica; e, por fim, a interculturalidade crítica, que questiona as diferenças e assimetrias historicamente produzidas entre grupos socioculturais, étnico-raciais, de gênero e de  orientação sexual, visando a construção de novas relações entre esses grupos.

Dessa forma, para além de uma simples mistura entre elementos, características e práticas culturais distintas, a intercuturalidade é um processo dinâmico e multidirecional. Assim, para proporcionar uma educação intercultural, desenvolve-se um trabalho de autoconhecimento, para que os aprendizes tenham ciência de suas próprias identidades, bem como dos processos histórico-culturais que as constituem. Visando que as diferenças se façam visíveis e se perceba o dialogismo entre identidade e alteridade, entre o similar e o diferente, a educação intercultural propicia uma confrontação entre diferentes visões de mundo.

A interculturalidade, nesse sentido, não se limita a perceber e tolerar as diferenças culturais, mas de construir espaços de encontro, possibilitando diálogo e troca entre povos e culturas distintas em nível de simetria. É uma forma de conceber o contato entre culturas distintas de maneira fluida e dialética, bem como contraditória e conflitiva. Nesse sentido, entende-se que não há fronteiras rígidas entre culturas e pessoas de grupos sociais distintos, da mesma forma que não há cultura que se mantenha em estado puro ou estático, livre da influência de outras culturas.

### Objetivos da educação intercultural
Em um de seus trabalhos publicado em 2019 sobre a temática, a linguista aplicada Edleise Mendes elenca alguns objetivos da educação intercultural voltada para atender as demandas da realidade da educação indígena no Brasil, levando em conta a diversidade linguístico-cultural brasileira no que se refere à presença desses povos originários em espaços educacionais institucionalizados:

- incentivar comportamentos pautados pelo respeito às diferenças e à diversidade linguístico-cultural que permeia o ensino-aprendizagem;
- propiciar interações marcadas pela cooperação e integração entre sujeitos de diferentes contextos socioculturais, de forma a criar um entrelugar de negociação entre diferentes significados e práticas culturais;
- contribuir para o fim de quaisquer formas de preconceito, discriminação, e práticas ou atitudes que ofendem, menosprezam ou invalidam indivíduos e seus direitos humanos básicos, dentro e fora do espaço educacional.[5]

Considerando a educação enquanto arena de tensões sociopolíticas, ao se propor uma educação intercultural, Catherine Walsh explica que é imprescindível reconhecer que existe uma hegemonia cultural e de poder que são impostas social e politicamente. Logo, ao invés de reforçar o apagamento e a homogeneização das diferenças socioculturais que coexistem nos espaços de interação social, uma educação intercultural busca formar sujeitos mais culturalmente sensíveis para atuar em contextos multiculturais e multilingues, intervindo na realidade e nas contradições sociais.

A interculturalidade, portanto, não é algo que existe a priori, mas uma atitude, uma postura a ser construída e praticada em todos os espaços de convívio social, cultural e político, de forma que transcende as fronteiras da educação escolar, alcançando o âmbito de interação social como um todo. Implementar uma educação intercultural, nessa perspectiva, significa alinhar discursos e ações no intuito de promover tanto práticas como políticas que visem a equidade entre indivíduos e justiça social.

A Constituição Federal de 1988 passa a reconhecer os povos originários e valorizar sua pluralidade étnica, cultural e linguística. Com isso, a legislação nacional que rege as bases da educação indígena e a Lei de Diretrizes e Bases de 1996 asseguram o direito a uma educação que atenda as demandas específicas das comunidades indígenas, observando seu caráter multicultural e multilíngue e visando um tratamento diferenciado, não-homogeneizante.

### Educação Bi/Multilíngue Intercultural
Há diversos projetos de Educação Intercultural Bilíngue (EIB) na América Latina em função da forte presença e diversidade dos povos originários. Alguns exemplos de países que realizaram experiências de EIB são México, Equador, Peru, Brasil, Bolívia, Nicarágua, Guatemala, entre outros.
De acordo com o censo do IBGE de 2010, o Brasil conta com 274 línguas indígenas faladas, 50 línguas de migração, além da Língua Brasileira de Sinais (LIBRAS) e do Português. Isso representa um desafio enorme para o sistema educacional, tendo em vista que há inúmeras comunidades indígenas onde o Português não é a língua principal.
Alguns eixos principais do Ensino Intercultural Bilíngue consistem em valorizar os saberes indígenas, as narrativas orais e sabedoria dos anciãos, bem como priorizar a língua materna dos alunos como língua de instrução. O Sistema de Educação Intercultural Bilíngue (SEIB) estabelece que, nas áreas de população indígena, a língua de instrução deve ser a língua indígena correspondente, sendo o Espanhol ensinado como segunda língua, a língua de relação intercultural. Assim, as línguas indígenas devem ser progressivamente incorporadas aos currículos, de modo que ao menos uma língua ancestral esteja presente no ensino.

Para possibilitar esse diálogo intercultural na aprendizagem e comunicação, os professores devem receber uma formação integral em línguas indígenas e interculturalidade, bem como dominar a língua materna dos alunos (oral e escrita), saber ensinar a língua oficial como segunda língua, ter conhecimento tanto das cosmovisões e saberes indígenas quanto daqueles ditos "nacionais", de forma que possam atender aos interesses e demandas pedagógicas, sociais e culturais particulares.

No Equador, por exemplo, existe uma maior autonomia em termos de hierarquia institucional da estrutura administrativa para a criação de políticas públicas que visem atender às necessidades dos povos indígenas. No entanto, ainda falta muito para que a prática esteja alinhada com a teoria, pois o sistema educacional carece de projetos concretos e subsídios que possibilitem a implementação dessas propostas, uma formação intercultural bilíngue aos docentes, o real acesso dos alunos em situação socioeconômica desfavorecida à educação, bem como o desenvolvimento e distribuição de materiais didáticos específicos. No que se refere aos materiais didáticos, por exemplo, os livros-texto fornecidos pelo governo estão integralmente em espanhol, e refletem os modos de vida e cultura ocidentais, próprios à população branca-mestiça de classe média-alta, ou seja, não refletem as cosmovisões das comunidades indígenas.

## Contexto norte global
Na Europa, a linguista francesa Claire Kramsch aponta que o termo intercultural surgiu num contexto onde o fluxo de migração era intenso e se viu a necessidade de trazer para a educação a proposta de desenvolver uma ‘competência intercultural’, visando à tolerância ao diferente/outro.

Nesse sentido, a interculturalidade é compreendida como um aspecto da competência comunicativa, muito discutida por pesquisadores no âmbito do ensino de línguas. Alinhados a esta ótica, outros pesquisadores da área, no documento intitulado “Developing the Intercultural Dimension in Language Teaching” (Desenvolvendo a dimensão intercultural no ensino de línguas), publicado pelo Conselho Europeu em 2002, pontuam que a competência intercultural possibilita um contato menos conflituoso entre crenças, valores e comportamentos divergentes entre culturas, pois conscientiza os sujeitos da importância de se ajustar, aceitar e compreender o outro.

A noção de competência intercultural se desdobra em cinco habilidades/saberes: conhecimentos (savoirs), atitudes para consigo e os demais (savoir être), habilidade de interpretar e relacionar (savoir comprendre), habilidade de descobrir e interagir (savoir apprendre/faire), e consciência cultural/política crítica (savoir s'engager). Nessa perspectiva, os estudantes adquirem conhecimento de diferentes culturas do mundo, bem como fazem o exercício de relacionar suas culturas nativas às demais, avaliando e interpretando de forma crítica as comparações.